# Tragedia della discoteca Kiss
La tragedia della discoteca Kiss è avvenuta in una discoteca di Santa Maria, in Brasile, il 27 gennaio 2013.

## I fatti
Durante la notte tra il 26 e 27 gennaio 2013, la discoteca ospitava una festa per giovani universitari. L'incendio divampò quando la band che si stava esibendo sul palco lanciò dei fuochi pirotecnici, che finirono per incendiare il soffitto. In quel momento, nel locale erano presenti più di 2 000 persone. Non appena le fiamme si propagarono, gli occupanti del locale furono presi dal panico e si diressero in massa verso l'uscita di sicurezza, posta vicino ad un bagno. La calca che si formò, e la conseguente asfissia, causarono almeno 232 morti (secondo le stime della polizia). L'incendio complicò le operazioni di identificazione dei cadaveri.
Il comandante dei vigili del fuoco,  Moises da Silva Fuchs, dichiarò di non aver mai assistito ad una situazione simile in oltre 40 anni di lavoro.

## La gravità dell'incidente
In base all'entità dei danni, si tratta della più grave tragedia di sempre accaduta in discoteca. Il numero delle vittime superò quello registrato nel 2003, durante l'incendio del nightclub The Station a Rhode Island (Stati Uniti). Limitatamente al Brasile, l'evento rappresenta il secondo incidente pubblico più grave dopo l'incendio che nel 1961 distrusse un circo a Niterói causando più di 500 morti.

## Conseguenze
Nell'aprile 2013, quattro persone (i due gestori della discoteca e due membri della band) furono accusate di omicidio colposo per i fatti avvenuti.